# Monceaux-sur-Dordogne
Monceaux-sur-Dordogne – miejscowość i gmina we Francji, w regionie Nowa Akwitania, w departamencie Corrèze.
Według danych na rok 1990 gminę zamieszkiwały 703 osoby, a gęstość zaludnienia wynosiła 19 osób/km² (wśród 747 gmin Limousin Monceaux-sur-Dordogne plasuje się na 187. miejscu pod względem liczby ludności, natomiast pod względem powierzchni na miejscu 103.).